# Theophil Studer
Pour les articles homonymes, voir Studer.
Theophil Rudolf Studer (référencé aussi comme Théophile Studer), né le 27 novembre 1845 à Berne et mort le 12 février 1922 dans cette même ville, est un zoologiste suisse.

## Biographie
Theophil Studer est le fils d'un théologien protestant bernois, Gottlieb Ludwig Studer (1801-1889), et de sa seconde épouse, née Charlotte Schübler (1815-1886). Il entre à la faculté de médecine de l'université de Berne en 1865 et passe son examen d'État en 1870. Ensuite il étudie la zoologie à l'université de Leipzig auprès de Rudolf Leuckart. Son oncle Bernhard Studer (1794-1887), premier géologue spécialisé en géologie des montagnes, encourage les débuts de son neveu.
Il s'engage comme médecin militaire volontaire pendant la guerre de 1870 dans un régiment de grenadiers de la garde du royaume de Saxe et fait partie des troupes qui occupent la France. Il retourne ensuite à Berne pour terminer ses études et devient docteur en médecine. Il entre à la Société des naturalistes suisses dont il sera président pendant l'année 1896.

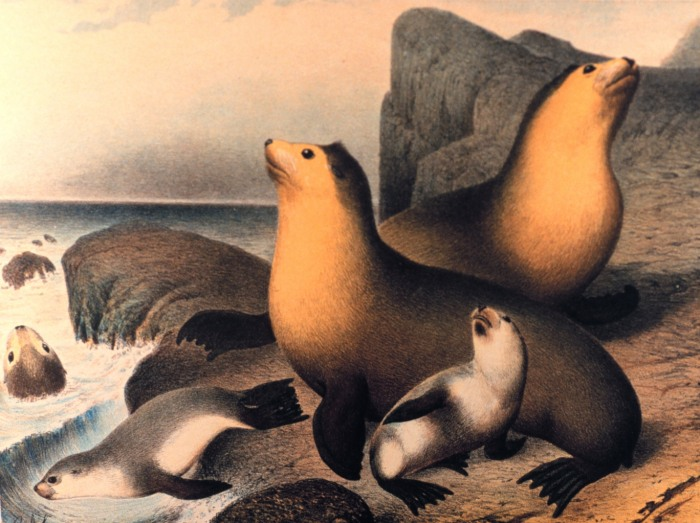
Otaries de Kerguelen découvertes par l'expédition de la SMS Gazelle

Il est employé par le muséum d'histoire naturelle de Berne en 1872 dont il devient en 1878 directeur des collections zoologiques jusqu'à sa mort. Il est invité à participer à l'expédition scientifique de la SMS Gazelle autour du monde en 1874-1876. Cette frégate de la Marine impériale allemande doit naviguer aux îles Kerguelen pour étudier le transit de Vénus et y demeure plusieurs mois au cours desquels Studer en étudie la faune. Il tente alors avec des compagnons, en partant de l'anse Betsy, d'atteindre, en vain, le sommet du mont Crozier par le val qui portera plus tard son nom. Edgar Aubert de la Rüe retrouvera en 1952 l'emplacement du campement.
C'est de plus un excellent photographe. Puis le navire passe par les mers du Sud et visite l'Océanie, dépasse le Cap Horn et remonte l'Atlantique par les Açores pour rentrer à Kiel à la fin du mois d'avril 1876.
À son retour, Studer est nommé professeur d'anatomie comparée de l'école vétérinaire de Berne, qui devient en 1900 la faculté vétérinaire de l'université de Berne. Il est professeur ordinaire de zoologie en 1879. En 1884-1885 et en 1908-1909, il est choisi doyen de l'université et en 1891-1892, recteur.
Le professeur Studer s'intéressait particulièrement à la paléontologie et à l'ornithologie. il fut à l'origine de la publication d'un catalogue des oiseaux de Suisse. Il était aussi passionné de cynologie et grâce à lui, le muséum possède plus de deux mille spécimens empaillés de chiens issus de la fondation Albert-Heim.
Il préside le VIe congrès international de zoologie qui se tient à Berne en 1904.
Son mariage avec Henriette Kappeler en 1880 est stérile, mais il trouve en son épouse une collaboratrice qui l'accompagne toute sa vie. Elle meurt en 1916.

## Hommages et distinctions
- Docteur Honoris causa de l'université de Lausanne en 1901
- Docteur Honoris causa de l'université de Genève en 1916
- Le val Studer a été nommé en son honneur ainsi que le lac Studer par Edgar Aubert de la Rüe.

## Quelques publications
- (1884): Isopoden, gesammelt während der Reise S.M.S. "Gazelle" um die Erde 1874-76  (en ligne: Open Library)
- (1894): Fauna Helvetica, Schweizerische Zoologische Gesellschaft, Verlag K.J. Wyss
- (1900): Résultats des campagnes scientifiques par Albert Ier, prince de Monaco. Fasc. XX. « Alcyonaires »
- (1901): Die praehistorischen Hunde in ihrer Beziehung zu den gegenwärtig lebenden Rassen, Verlag Zürcher und Furrer, Zürich.